# Mathilda Lönnberg
Mathilda Lovisa Jakobina Lönnberg, född Stenhammar 27 september 1837 i Risinge socken, Östergötlands län, död 9 mars 1907 i Vist församling, Östegötlands län
,  var en svensk författare. Hon skrev ofta under pseudonymen –th–.
Lönnberg debuterade 1873 med Ragnfast Mårsson. Hennes författarskap skildrade ofta det forntida och samtida svenska folklivet. År 1892 vann hon första pris på 300 kronor för sitt tävlingsbidrag Sigtrygg Torbrandsson – en bild från Sveriges forntid som samma år utkom i bokform. År 1894 erhöll hon tidningen Iduns första pris för sin roman Fru Holmfrid. Flera av hennes berättelser riktade sig till ungdomar.
Mathilda Lönnberg var dotter till prästen Matthias Stenhammar och från 1855 gift med riksdagsmannen Carl Lönnberg. Hon var mor till Einar Lönnberg.